# Pediacus fuscus
Pediacus fuscus är en skalbaggsart som beskrevs av Wilhelm Ferdinand Erichson 1845. Pediacus fuscus ingår i släktet Pediacus och familjen plattbaggar. Arten är reproducerande i Sverige. Inga underarter finns listade i Catalogue of Life.